# Loricarioïdeus
Els loricarioïdeus (Loricarioidea) són una superfamília de peixos teleostis de l'ordre Siluriformes. Conté unes sis famílies Trichomycteridae, Nematogenyiidae, Callichthyidae, Scoloplacidae, Astroblepidae, i Loricariidae. Alguns esquemes també inclouen Amphiliidae. Aquesta superfamília, incloent-hi Amphiliidae, comprèn uns 156 gèneres i 1.187 espècies.

## Taxonomia
Loricarioidea es considera tradicionalment una part dels Siluroidei, un clade de tots els peixos gats excloent-hi Diplomystidae. A Nelson, 2006, aquest agrupament és germà cladísticament de la superfamília Sisoroidea. Tanmateix en recents anàlisis moleculars, s'ha determinat que el subordre Loricarioidei (no incloent-hi Amphiliidae) és germà del grup que inclou Diplomystidae i Siluroidei. Amphiliidae, en aquesta anàlisi es va trobar que era més proper a Mochokidae o Malapteruridae.

## Distribució i hàbitat
Aquests peixos es troben en aigües dolces dels Neotròpic, a Amèrica del Sud Panamà i Costa Rica. Loricàrids i Astroblèpids tenen una boca succionadora que els permet pujar pels salts d'aigua.